# Anidride maleica
L'anidride maleica (nota che come "anidride cis-butendioica", "anidride toxilica", "diidro-2,5-diossofurano") è un composto organico con formula bruta C4H2O3, che, quando puro, si presenta come un solido incolore o bianco con un odore acre.

## Sintesi
L'anidride maleica viene prodotta per ossidazione dal benzene o dal n-butano. La produzione dal benzene è una tecnologia vecchia e utilizza reattori tubolari a letto fisso e data la classificazione H350 della materia prima in Europa è utilizzata solo in pochi e per lo più piccoli impianti. La produzione da butano utilizza reattori a letto fluido, con la stechiometria di reazione riportata qui di seguito:
CH3CH2CH2CH3 + 3.5 O2 → C2H2(CO)2O + 4 H2O 

## Proprietà e reattività chimica
L'anidride maleica ha una reattività molto interessante in quanto può reagire sia al doppio legame che al gruppo anidridico.
Le reazioni di addizione al doppio legame tipiche della maleica sono:
- Reazione di Diels-Alder, essendo l'anidride maleica un forte dienofilo.
- Idratazione con produzione di acido malico HOOCCH2-CHOH-COOH e come sottoprodotto l'acido fumarico.

Le reazioni del gruppo anidridico della maleica sono:
- idrolisi con produzione di acido maleico, cis-HO2CCH=CHCO2H
- Esterificazione con la produzione del mono o di-estere, per es. cis-HO2CCH=CHCO2CH3